# ADDA (아미노산)
ADDA ((all-S ,all-E )-3-amino-9-methoxy-2,6,8-trimethyl-10-phenyldeca-4,6-dienoic acid )는 시아노박테리아에 의해 생성되는 독소에서 발견되는 비단백질성 아미노산의 일종이다. 이 아미노산은 마이크로시스틴과 노둘라린(nodularin)과 같은 독소에 포함되어 있다.
ADDA는 시아노박테리아에 의하여 생성되는 강한 독성 화합물인 마이크로시스틴-LR에서 류신 및 아르기닌과 함께 발견된다. 마이크로시스틴-LR로 오염된 공급수의 처리시에는, 여기에 포함된 ADDA의 이중 결합을 염소 소독으로 산화시킴으로 ADDA의 화학적 분해를 개시하게 된다.